# Spitalstiftung Konstanz
Die Spitalstiftung Konstanz ist eine von Bürgern gestiftete Einrichtung, die sich seit rund 800 Jahren der Pflege kranker, armer und alter Menschen widmet. Sie wurde 1225 durch einen Stiftungsbrief bestätigt und gehört somit zu den ältesten Stiftungen Deutschlands. Der Stiftungsbrief erwähnt, dass das 1220 von den Konstanzer Bürgern Heinrich von Bützenhofen und Ulrich Blarer gegründete Hospital von der Konstanzer Stadtgemeinde und dem Stadtrat beschützt und gefördert werden soll. Sie besteht immer noch und ist gemeinnützig und eine rechtsfähige örtliche Stiftung des Öffentlichen Rechts.

## Geschichte

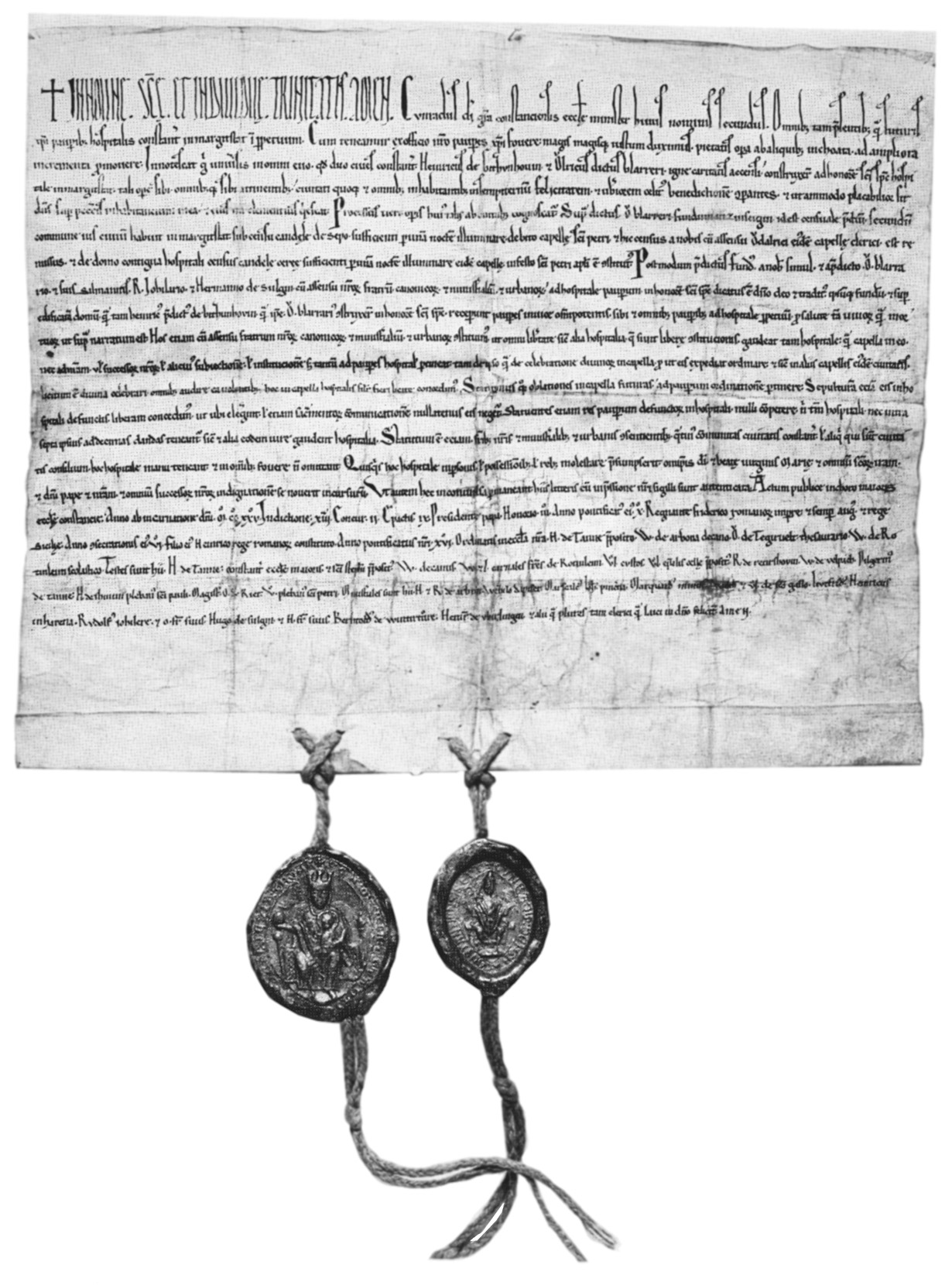
Bischöfliche Bestätigungsurkunde der Stiftung des Konstanzer Spitals, 1225 ohne Tag (Stadt Konstanz)

Die Einrichtung von Spitälern (oder Hospitälern) im mittelalterlichen Europa fußte im Wesentlichen auf dem christlichen Gebot der Barmherzigkeit und der Nächstenliebe. Es galt Kranke, Alte und Waisenkinder zu versorgen. Ein zunehmender Strom von Pilgern, Bettlern, Kaufleuten und viel „fahrendes Volk“ ergoss sich durch die aufstrebende Stadt Konstanz– soziale Probleme schienen vorprogrammiert, Lösungen waren vonnöten.
Unter diesen zeittypischen Gegebenheiten und den offensichtlichen sozialen Notwendigkeiten erfolgte in der Bischofsstadt die Gründung des Spitals zum Heiligen Geist um das Jahr 1220 durch die beiden „vom Feuer der Nächstenliebe entflammten“ Bürger Ulrich Blarer und Heinrich von Bitzenhofen. Als Standort diente das damals an den See grenzende Marktgestade, die heutige Marktstätte.
Freilich scheint die Gründung einer Fürsorgeeinrichtung eng mit der ersten Erwähnung eines Rates im Jahr 1215 verknüpft. Offenbar gerieten damals karitative Institutionen verstärkt in den Fokus bürgerlicher Aktivitäten, und zwar je schwächer die kommunale Selbstverwaltung entwickelt war und je vehementer die bischöflich-stadtherrliche Intervention bremste. Vermutlich hatte Bischof Konrad II. von Tegerfeld den wohl unter Kaiser Friedrich II. wenige Jahre zuvor eingerichteten Rat wieder stärker in seine Gewalt gezwungen. Gleichzeitig bestätigte der Konstanzer Bischof in einem Stiftungsbrief aus dem Jahr 1225, der eigentlichen »Gründungsurkunde« des Spitals, die Errichtung der Fürsorge-Institution.
In der körperschaftlichen Konstruktion einer Laiengemeinschaft, die letztmals quellenmäßig im April 1405 vor ihrer nicht datierbaren Auflösung nachzuweisen ist, liegt die organisatorische Grundlage der seit 800 Jahren bestehenden engen Verbindungen zwischen dem Spital und der Stadtgemeinde.

### Die Einrichtung des Spitals um das Jahr 1220
Offensichtlich boten Spitäler »einen gewissen Ersatz« für eine erst schwach entwickelte kommunale Selbstverwaltung. Sie wurden im 13. Jahrhundert zum Grundstein und Ausgangspunkt bürgerlicher Autonomie. Besondere Attraktivität gewannen Spitäler für Personen oder Gruppen aus der städtischen Kaufmannschaft, die sich gegen die Stadtherrschaft etwa des Bischofs oder aber gegen die allmählich sich herausbildende Herrschaft des Rates (und damit der Patrizier) auflehnten. Die bürgerliche Gründung von Spitälern war in der Regel ein Akt der Emanzipation der städtischen Kaufmannschaft von Patriziat wie Bischof.

### Das Spital als Wirtschaftsfaktor
Das Konstanzer Spital entwickelte sich bald nach seiner Gründung zu einer vermögenden Institution. Durch Schenkungen, Vermächtnisse und Jahrzeitstiftungen vieler um ihr Seelenheil besorgter Christen gelangte umfangreicher Grundbesitz und weitere Rechte wie Zehnt- oder Zinsberechtigungen an das Spital. Wiesen, Felder, Wälder, Rebflächen, auch Lehnshöfe in 149 Orten rund um den Bodensee bildeten die wirtschaftliche Grundlage des Spitals.

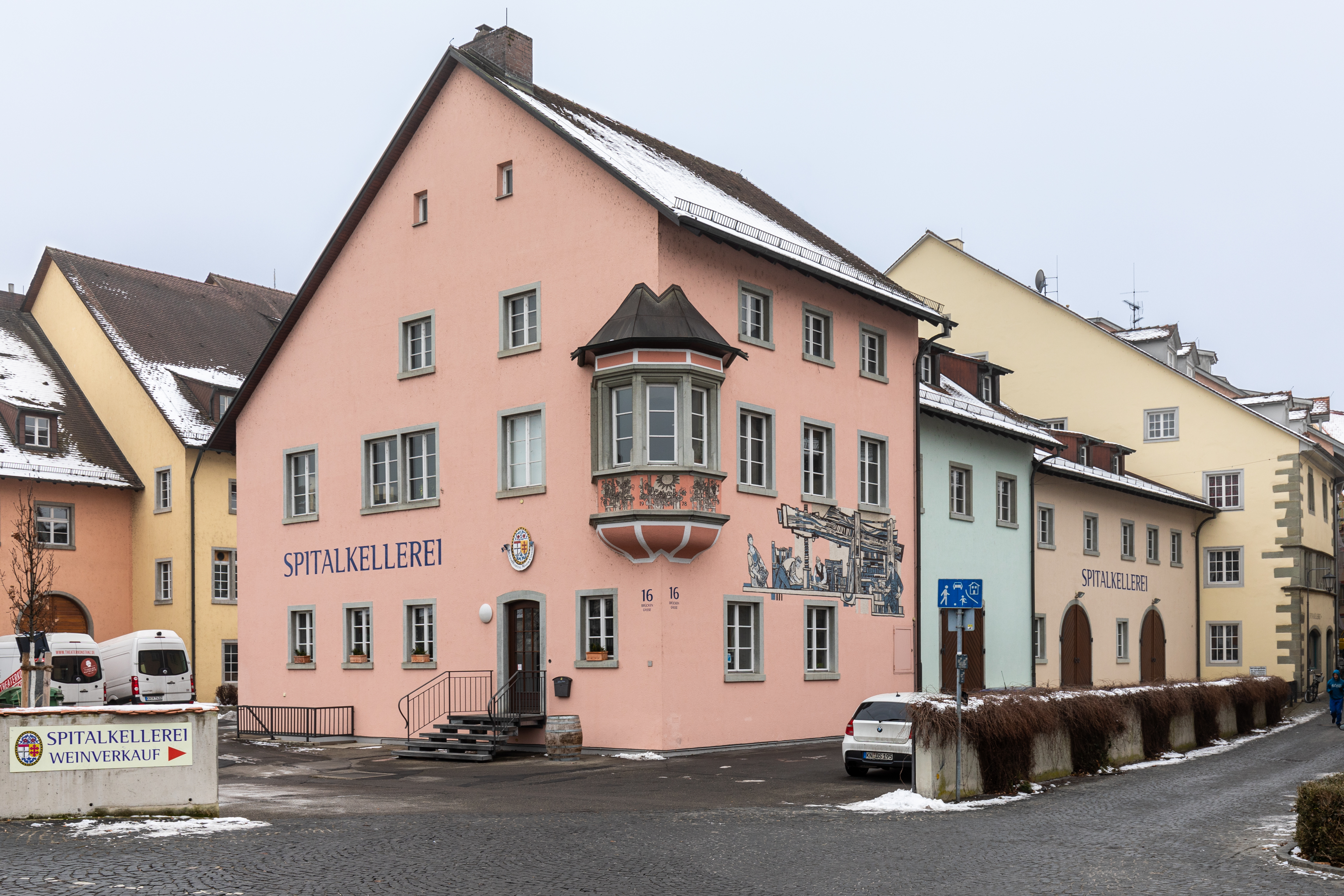
Heutige Spitalkellerei, Brückengasse 16, Konstanz

Als Arbeitgeber war das Spital ein nicht unwichtiger Faktor in der Stadt: Es wird vermutet, dass im Mittelalter rund 50 Personen direkt im Spital arbeiteten. Wohl »einige hundert Menschen« waren es, die indirekt etwa auf den Spitalhöfen ein Auskommen fanden.
Der Rat konnte bereits im Laufe des 13. Jahrhunderts die komplette Pflegschaft über das Spital übernehmen und die Verwaltung in die Hände von Pflegern legen, die er selbst ernannte. Der Spitalmeister hingegen, der über eine eigene Kammer beziehungsweise Wohnung im Gebäudekomplex verfügte, war für sämtliche Bewohner wie Beschäftigten die oberste Gewalt vor Ort. Der Kellermeister wiederum füllte eine besondere Stellung innerhalb des Spitals aus. Das Amt wird schon sehr früh in den Quellen erwähnt, weshalb die Spitalkellerei Konstanz als »älteste, noch bestehende Stiftungskellerei« in ganz Deutschland gilt.
Der Gebäudekomplex des Spitals an der Markstätte fiel am 29. Januar 1398 einem von der Vorstadt Stadelhofen sich ausbreitenden Stadtbrand zum Opfer; freilich konnten bereits im Oktober 1403 der Neubau des Spitals und der Kirche samt zweier Altäre eingeweiht werden.

### Die Zäsur von 1812: Umzug ins Augustinerkloster

Das Konstanzer Augustinerkloster im 18. Jahrhundert (Stadt Konstanz)

Längere Zeit hatte man sich bereits auf die Suche nach einem größeren Gebäude gemacht, da nicht mehr alle Armen, Kranken und Pfründer im Spital an der Marktstätte aufgenommen werden konnten. Nach 600 Jahren sollte es erst die Säkularisation von Kirchengut ermöglichen, einen ehemaligen Klosterkomplex umzunutzen. Wichtiger als der reine Umzug in ein neues Gebäude war freilich eine vom badischen Staat verordnete Neuorganisation des Stiftungswesens. Durch Erlass des Karlsruher Innenministeriums vom 17. Dezember 1810 wurde eine Vereinigung sämtlicher in der Stadt bestehender mildtätigen Stiftungen bzw. Anstaltens mit der Spitalstiftung verfügt. Einerseits führte die Vereinigung zwar zu einer Vermehrung des Vermögens der Spitalstiftung, andererseits brachte sie aber auch neue Verpflichtungen vor allem im Rahmen der Annenfürsorge mit sich. Die Spitalstiftung hatte fortan die Armen der Stadt mit geldlichen Almosen zu unterstützen oder aber in vielen Fällen den Mietzins zu bezuschussen oder zu stunden.
1820 wurde die Institution der Stiftungsvorstände im Großherzogtum Baden eingeführt, die eine relativ autonome Geschäftsführung einschließlich der Kontrolle der Rechner und Verwalter gewährleistete. Der katholische Stadtpfarrer war nun automatisch – und zwar unbefristet – Vorsitzender des Stiftungsvorstandes. Auch die Wahl der Kommissionsmitglieder erfolgte auf Lebenszeit. Das führte fast zwangsläufig zu einer Überalterung und Erstarrung des Gremiums in den nächsten Jahrzehnten. Das liberale Bürgertum strebte daher konsequent die personelle Mehrheit im Stiftungsvorstand, dessen Vorsitz sowie eine Änderung der Geschäftsordnung an. Dieser kommunalpolitische Kampf sollte fast 50 Jahre dauern und erst 1867 entschieden werden.

### Der Kampf um das Stiftungsvermögen
Zu Beginn der 1860er Jahre spitzte sich der Streit zwischen liberalen und katholisch-konservativen Kräften in der Stadt zu: Zankapfel war neben der Problematik der Konfessionsschule vor allem die Stiftungsfrage. Die unter dem Dach der Spitalstiftung seit Beginn des 19. Jahrhunderts »vereinigten Stiftungen« unterstützten, ernährten und pflegten aus den Erträgen des Stiftungseigentums – also den Kapitalanlagen, Grundstücken und Immobilien – die Armen, Alten und Pflegebedürftigen der Stadt.
Mit der Wahl des vormaligen Stiftungsverwalters zum neuen Konstanzer Bürgermeister vom u. Oktober 1866 konnte die Neuordnung der Spitalstiftung in Angriff genommen werden: Mit großem Elan ging Max Stromeyer (1830–1902) an die planmäßige Veränderung der Stadt. Dreh- und Angelpunkt war die Umgestaltung der Machtverhältnisse in der Spitalstiftung. Mit Erlass vom 30. März 1867 legte die großherzoglich-badische Regierung die Verwaltung des Spitals in die Hände der Bürgerschaft von Konstanz als solcher.
Das Kernelement der Verfügung betraf die zukünftige Zusammensetzung des Verwaltungsrats. Rein städtisch wurde er bereits ab Ende April 1867 mit dem Bürgermeister, drei Stadträten und drei Bürgerausschussmitgliedern besetzt.
Unmittelbar nach der städtischen Übernahme wurden die verschiedenen Funktionen des Spitals, nämlich die Armen-, Alters- und Krankenversorgung, voneinander getrennt. Der Bau eines neuen Krankenhauses wurde rechtsrheinisch im Stadtteil Petershausen betrieben, das Gebäude am Luisenplatz konnte bereits 1872 eingeweiht werden.

Der 1872 erfolgte Neubau des Konstanzer Krankenhauses – des späteren Altersheim „Gütle“, Aufnahme um 1875 (Stadt Konstanz)

### Das Badische Stiftungsgesetz von 1870
Mit dem neuen badischen Stiftungsgesetz vom 5. Mai 1870 wurde die Verwaltung der Spitalstiftung schließlich gänzlich dem Stadtrat übertragen. Dort heißt es in Paragraph 14 zu den weltlichen Ortsstiftungen: „Die Verwaltung besorgt in den Gemeinden regelmäßig der Gemeinderath“, nachdem im vorangegangenen Paragraphen bestimmt worden war: „Das Vermögen dieser Stiftungen darf mit dem Gemeindevermögen nicht vermischt, sondern muß durch die dazu berufenen Organe gesondert verwaltet werden“, nämlich durch den Stiftungsrat unter Vorsitz des Bürgermeisters.

### Versorgung alter, armer und pflegebedürftiger Menschen
In der Tendenz lässt sich für das 19. Jahrhundert festhalten, dass die vermögenslosen Pfründner verstärkt zu leichten Arbeitsleistungen wie Botengängen und Straßenkehren eingeteilt wurden. Erst mit der Übernahme der »vereinigten Stiftungen« durch die Stadt folgte eine räumliche Veränderung: 1869 wurde neue Statuten für die Pfrundanstalt als Teil des Spitals erlassen. Eine räumliche Separierung von Kranken, Armen und Alten war in Planung – erstmals seit Bestehen des Spitals.
Nicht nur im Krankenhausbereich, sondern auch bei der Altenpflege brachten die optimistischen 1960er Jahre eine strategische Weichenstellung. Die weitere Zersplitterung der Versorgung sollte durch großzügige Neubauten begrenzt werden. Durch zwei umfangreiche Erbschaften konnte die Spitalstiftung ein Grundstück in der Schützenstraße erwerben sowie einen Erweiterungstrakt des Altenheims Talgarten realisieren, der Ende der 1970er Jahre bezogen werden sollte. Bereits 1967 war die Übernahme des Feierabendheims gelungen, das ab 1963 auf Initiative von Oberbürgermeister Bruno Helmle (1913–1996) auf der Grundlage einer Hilfs- und Spendenaktion der Konstanzer Bürgerschaft errichtet worden war.
Mit der Übernahme des Feierabendheimes war die Spitalstiftung endgültig zum größten Träger der geschlossenen Altenhilfe in der Stadt geworden. Im Jahr 1990 folgte schließlich die Inbetriebnahme des Luisenheims. Bisheriger Schlusspunkt bildet seit 2004 das Pflegeheim Urisberg, welches das alte Feierabendheim und die Pflegeabteilung Klinik West ablöste. Im Herbst 2021 startet der Bau der neuen Pflegeeinrichtung „Haus Weiherhof“, die im Stadtteil Petershausen-West entstehen soll. Das Haus sieht 86 Pflegeplätze vor.

## Zusammenfassung und Perspektive

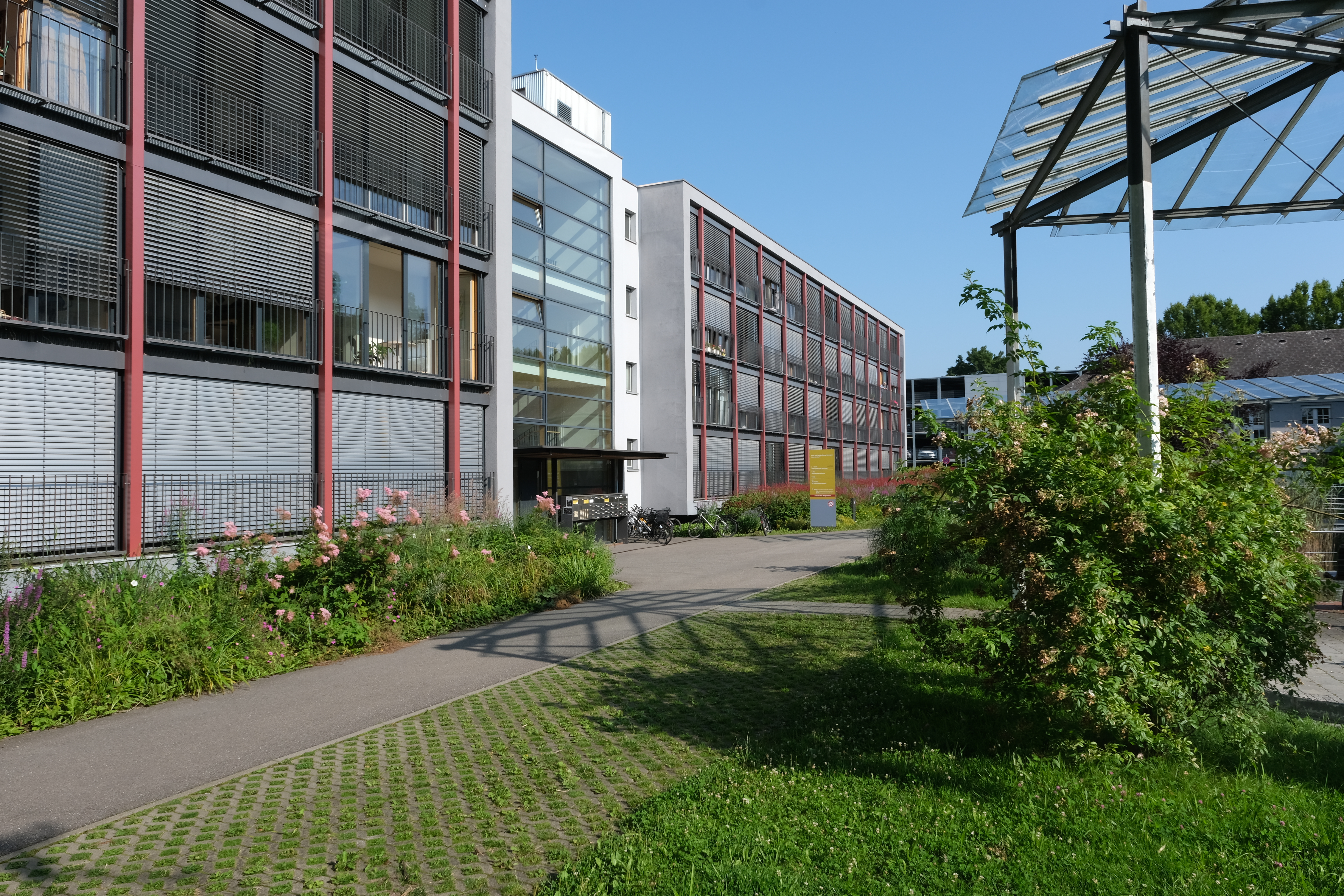
Heutige Stiftungsverwaltung in der Luisenstraße

Heute ist die Spitalstiftung ein wichtiger Akteur im Bereich der kommunalen Daseinsfürsorge: der Altenpflege und -betreuung sowie als mittelalterlichem Relikt: des Weinbaus. Die Spitalstiftung Konstanz ist eine kommunale Stiftung des öffentlichen Rechts; der Zweck der gemeinnützigen Stiftung, die von einer Stiftungsverwaltung gesteuert wird, besteht heute „in der Öffentlichen Gesundheitspflege“, auch mittelbar durch Beteiligungen, sowie in Nebeneinrichtungen wie Wohnraum für das Personal.
Persönliche Hilfe, Pflege und Betreuung für alte Menschen gewähren die Pflegeeinrichtungen, nämlich die Häuser Urisberg, Talgarten, Salzberg, das Luisenheim und der Ambulante Pflegedienst. Die Spitalstiftung ist zudem mit vier Vertretern in der Holding des Gesundheitsverbundes des Landkreises Konstanz präsent, zu der das Klinikum Konstanz seit 13. Dezember 2012 gehört.

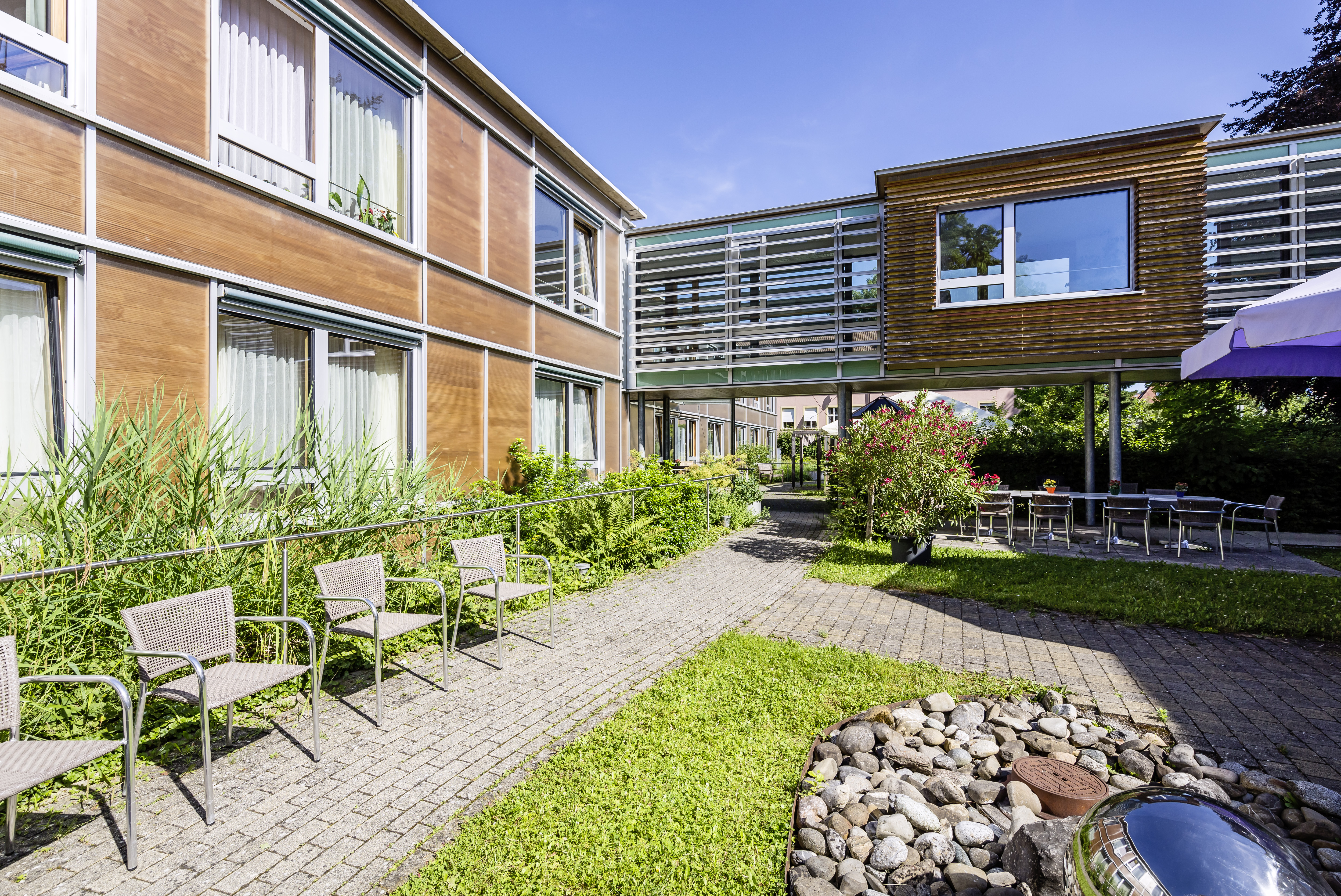
Haus Salzberg beim Klinikum Konstanz

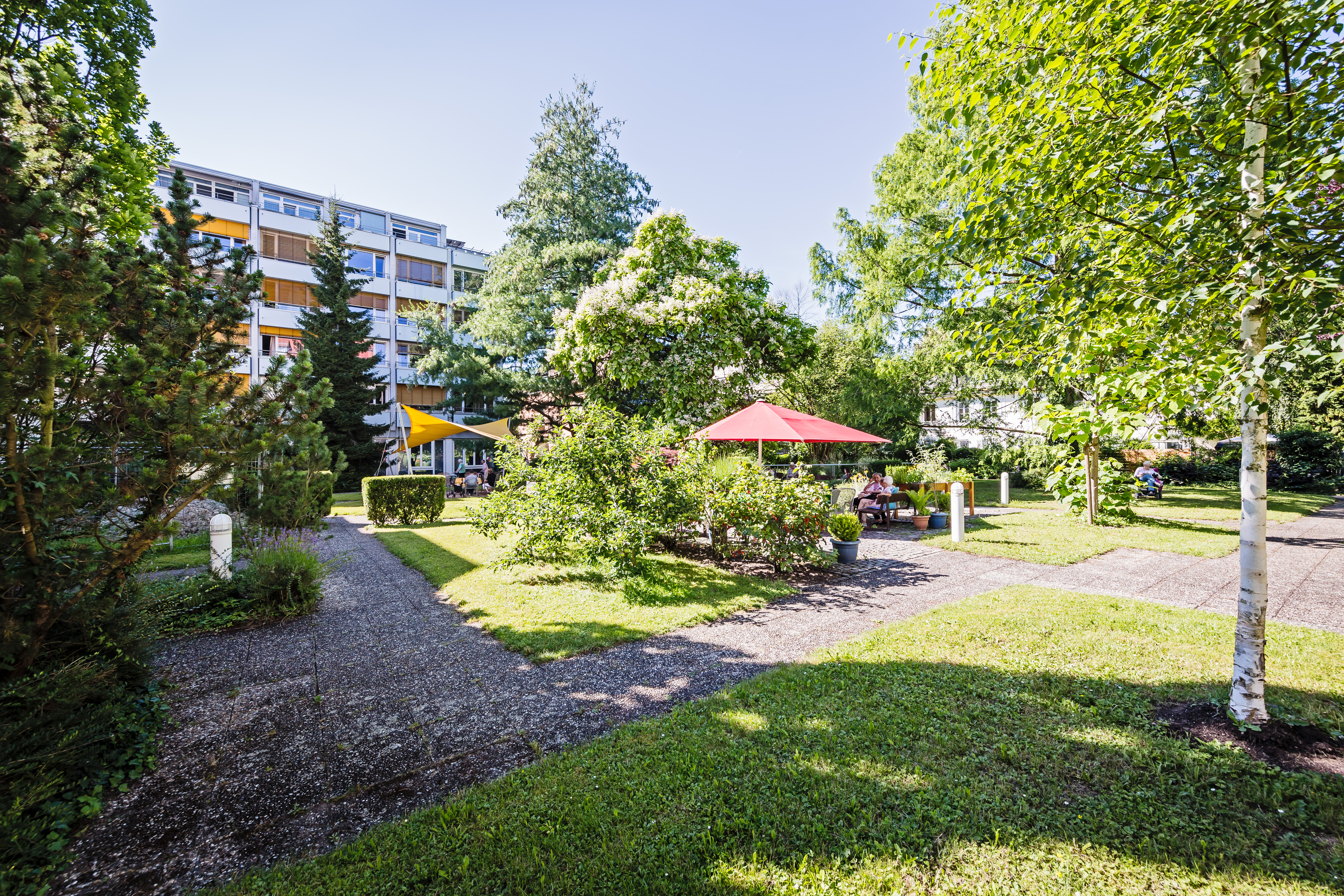
Haus Talgarten im Stadtteil Paradies

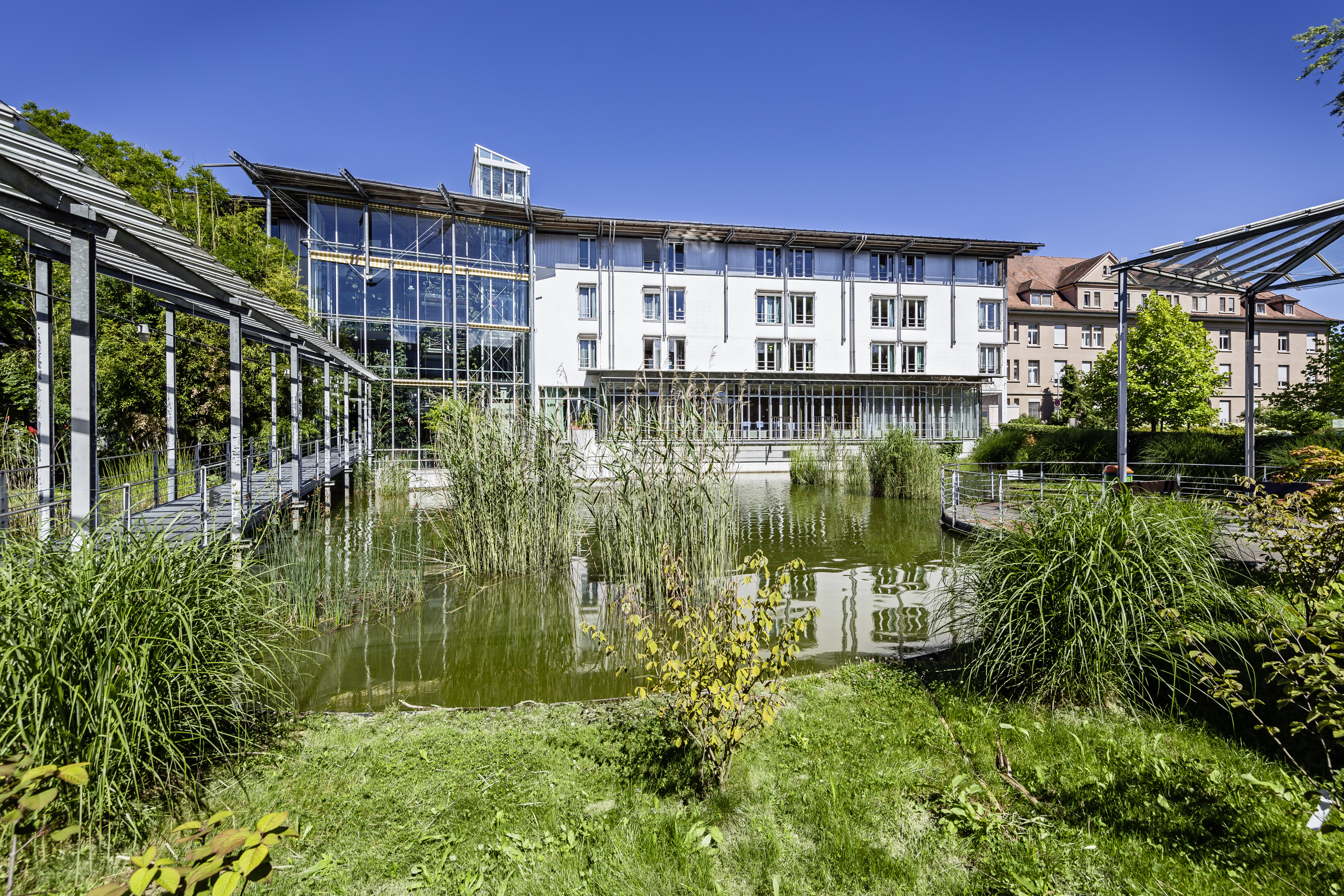
Haus Luisenheim beim Klinikum Konstanz

Als Organe der Stiftung werden der Gemeinderat der Stadt als Stiftungsrat und der Oberbürgermeister als Vorsitzender des Stiftungsrates definiert.

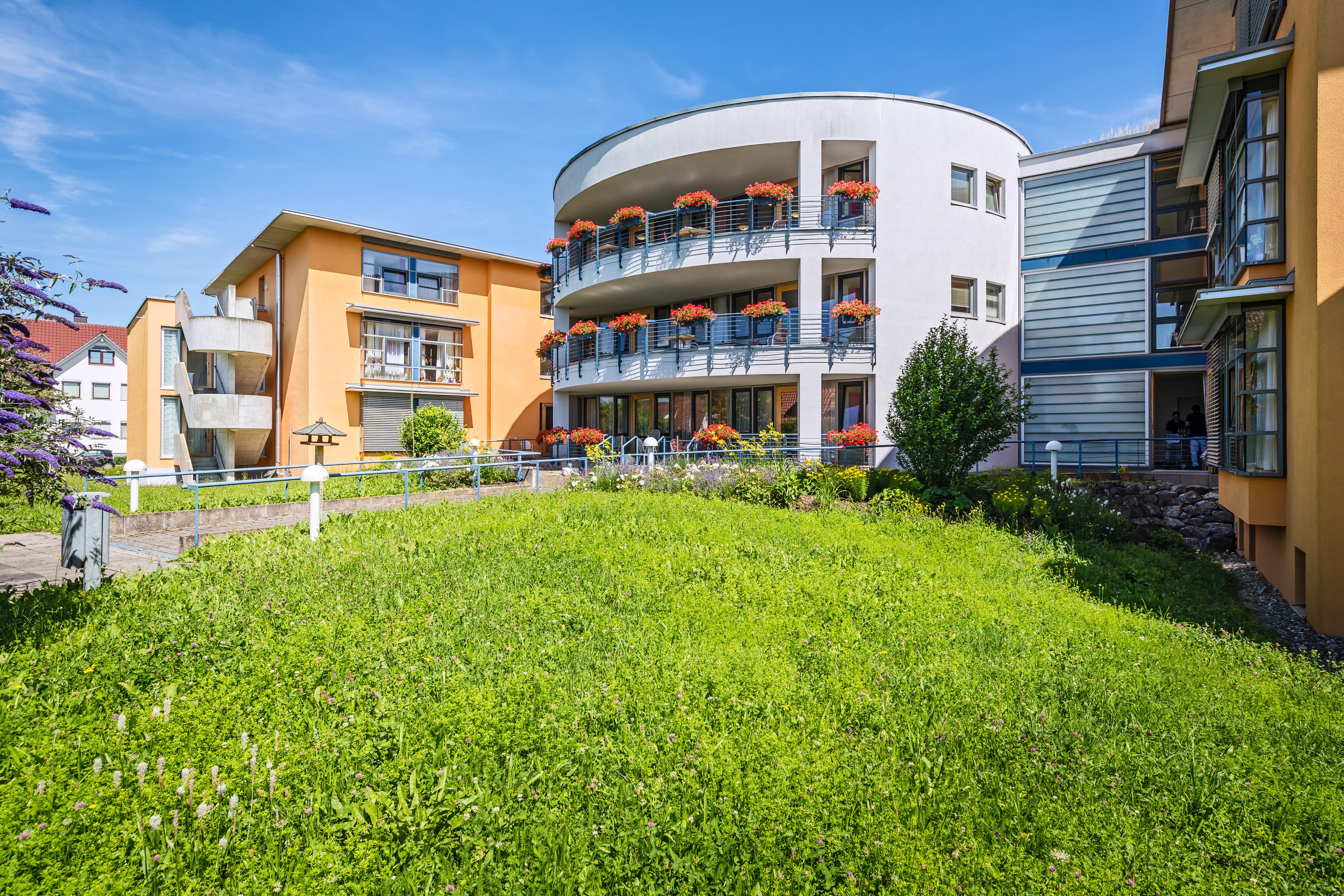
Haus Urisberg im Stadtteil Wollmatingen

Das um das Jahr 1220 gegründete Spital ist heute als Spitalstiftung eine „rechtsfähige örtliche Stiftung des Öffentlichen Rechtes“ mit Sitz in Konstanz.

## Aufgabengebiete
Die Spitalstiftung dient der öffentlichen Gesundheitspflege durch Beteiligung am Klinikverbund mit dem Klinikum Konstanz und Betrieb des Medizinischen Versorgungszentrums der Spitalstiftung Konstanz. Im Jahr 2021 hat sie rund 450 Beschäftigte aus 45 Nationen. Sie hält 24 Prozent Anteil am Klinikum Konstanz und konzentriert sich auf die Altenpflege mit vier Altenpflegeeinrichtungen, zwei ambulant betreute Wohngemeinschaften für Senioren, zwei Einrichtungen für betreutes Wohnen, einer Tagespflege und einem ambulanten Pflegedienst. Die Spitalstiftung stellt den „Lorettowald“ zwischen dem Stadtteil Petershausen-Ost und dem „Hörnle“ als Naherholungsgebiet zur Verfügung. Außerdem unterhält sie Wohngebäude und Kindertagesstätten für ihre Bediensteten, betreibt Alten- und Pflegeheime und erfüllt die Auflagen aus den angenommenen Stiftungen und Vermächtnissen.
Seit dem Jahr 2020 gehört die woge, eine Einrichtung für psychisch erkrankte Menschen, zur Spitalstiftung.

## Organe
Der Stiftungsrat besteht aus dem Gemeinderat der Stadt Konstanz. Der Vorsitzende des Stiftungsrates ist der Oberbürgermeister der Stadt Konstanz.

## Literatur

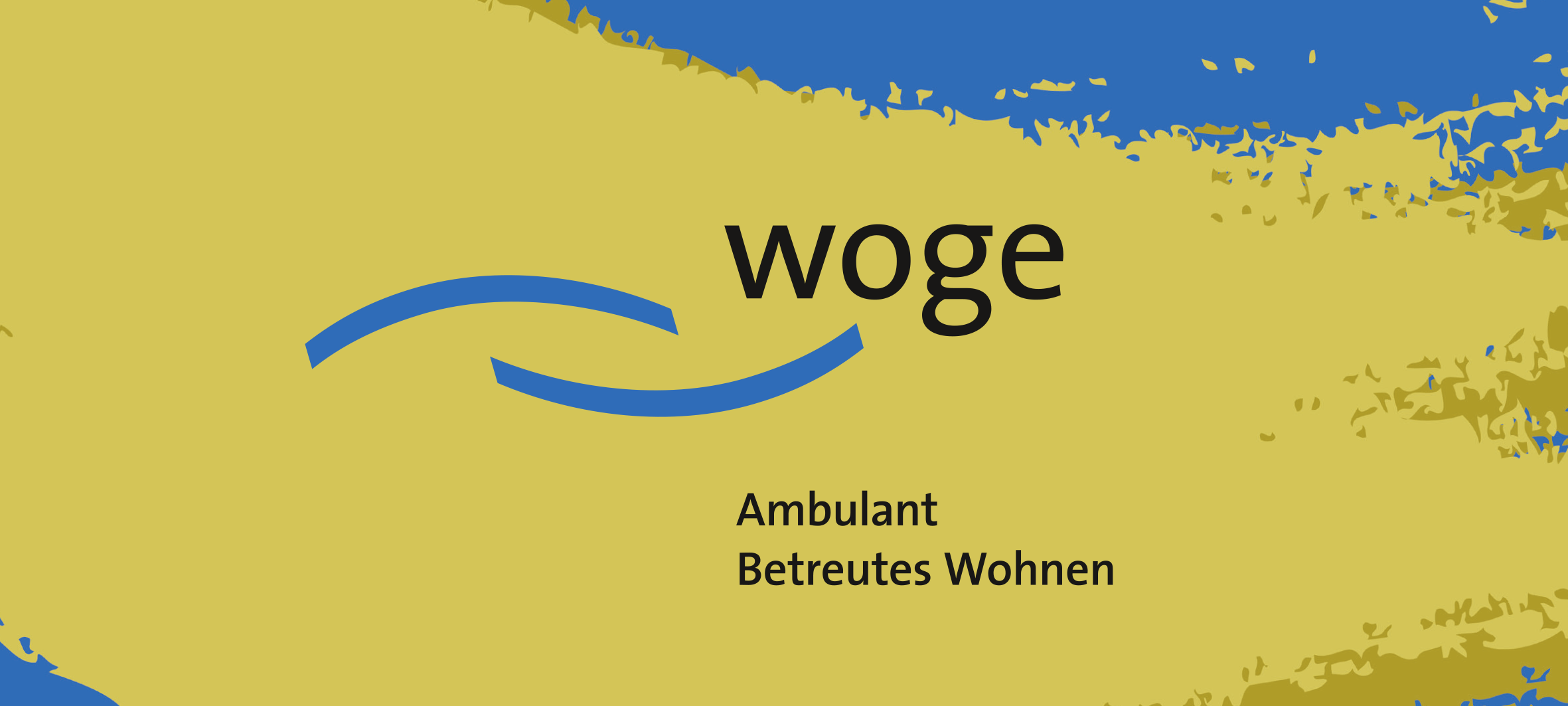
Die woge, eine Einrichtung für psychisch erkrankte Menschen